# Колвас (река)
Мельничья, Колвас или Килвас — река в России, протекает по территории Муезерского района Карелии, впадает в Лексозеро. Длина реки — 14 км, площадь водосборного бассейна — 524 км². Берёт своё начало из озера Колвас, протекает через озёра: Ченус, Руогосельга (с притоком, вытекающими из озера Талвизъярви), Лавансельга, Талвизлакши, плюс имеет приток, вытекающий из озера Струналампи.

## Данные водного реестра
По данным государственного водного реестра России относится к Балтийскому бассейновому округу, водохозяйственный участок реки — Реки Карелии бассейна Балтийского моря на границе РФ с Финляндией, включая озеро Лексозеро. Относится к речному бассейну реки Реки Карелии бассейна Балтийского моря.
Код объекта в государственном водном реестре — 01050000112102000009895.